# Louis Monier (photographe)
 (mai 2017).
Si vous disposez d'ouvrages ou d'articles de référence ou si vous connaissez des sites web de qualité traitant du thème abordé ici, merci de compléter l'article en donnant les références utiles à sa vérifiabilité et en les liant à la section « Notes et références ».
Pour les articles homonymes, voir Monier.
Pour le fondateur d'AltaVista homonyme, voir Louis Monier (programmeur)
Louis Monier né le 6 octobre 1943 à Montélimar (France) est un photographe portraitiste français spécialisé dans les écrivains.

## Biographie
Il fait ses études au lycée Émile-Loubet de Valence et à l’Institut Florimont à Genève, avant de rejoindre l'École supérieure de journalisme de Paris.
Photographe indépendant depuis 1968, collaborateur de l'agence Gamma, des Nouvelles littéraires, du Magazine littéraire, du Figaro littéraire, de Stratégie, du Journal de la Presse, de Sud Ouest, il est également le créateur de l’agence de photos de presse Monier A.P.P.M. depuis 1981.
Photographe de la Maison de Marguerite Yourcenar à Saint-Jans-Cappel, résidence d’écrivains européens, il est aussi l'auteur de près d’un million de négatifs concernant quinze mille écrivains.
Prix d'Excellence des Arts et de la Culture. Distinction honorifique accordée par l'institut culturel roumain pour le rayonnement international des valeurs culturelles roumaines et de la francophonie le 19 mars 2018.
Louis Monier est marié avec l'écrivaine Marie-Christine d'Welles.

## Principales expositions
- Institut français à Tokyo
- Maison française de l'université New-York
- Galerie Pierre-Belfond à Paris
- Bibliothèque nationale de Cracovie en Pologne
- Salons du livre de Saint-Étienne, Metz, Brive, Paris, Saint-Dié...
- Académie Bucarest Roumanie
- Institut océanographique, salle de concert du Prince, principauté de Monaco
- Biennale de la photographie de Nancy
- Exposition permanente Villa départementale Marguerite Yourcenar Saint Jans Cappel
- Médiathèque de Montélimar, Blois, Orléans, Suresnes, Montargis, Fontenay aux roses...
- Château de Chantilly, cabinet du duc d'Aumale
- Maison française de l’université à New-York
- Institut français Mayence Allemagne
- Institut français Iasi Roumanie
- Institut français Olsztyn Pologne
- Institut Maurice-Schuman à Bonn Allemagne
- Louis Monier Photographe Poésie Maison de la poésie Guyancourt Louis Monier bio poésie Youtube
- Les Deux Magots Portraits d'artistes
- Mairie du 6e: exposition Portraits de femmes écrivains et remise de la médaille du sixième arrondissement par Jean-Pierre Lecoq maire de l'arrondissement

## Ouvrages
- Paris Editions Grund 1980  Éditions en -français, en anglais.En allemand-
- Frédérick Tristan, Le Livre d'or du compagnonnage, Paris, Jean-Cyrille Godefroy, 1990, 181 p. (ISBN 2-86553-084-1)
- Louis Monier, Visages de la littérature, Paris, Le Cherche midi éditeur, 1990 (ISBN 978-2-86274-176-5)
- Almanach littéraire du chat, Paris, Éd. Méréal, 1997, 221 p. (ISBN 2-909310-31-0)
- Louis Monier, Blois : ville de Loire, Saint-Claude-de-Diray, Editions Hesse, 1997, 122 p. (ISBN 2-911272-12-9)
- Défense d'interdire : almanach (nostalgique) de mai 1968, Paris, Editions Méréal, 1997, 311 p. (ISBN 2-909310-50-7)
- L'œil des lettres : 1966-1996 : Louis Monier, Paris, Editions Hesse, 1997 (ISBN 2-911272-07-2)
- Louis Monier, Paris, la ballade, Lausanne, Éditions L'âge d'Homme, 1997, 121 p. (ISBN 2-8251-0994-0, lire en ligne)
- Paris, la ballade, 1997 Éditions L'Âge d'Homme  (ISBN 2-825109-94-0)
- Métiers de toujours - La belle ouvrage 1997 Éditions Omnibus  (ISBN 978-2258075283)
- Orléans : ville de Loire, 1998 Éditions Jacque Hesse  (ISBN 2-911272-19-6)
- Chats d’Auteurs, 1999 : Éditions Mereal  2-909310-80-9
- Notre Île Saint-Louis, 2001 Éditions Durante Éditeur  (ISBN 2-912400-27-9)
- Marguerite Yourcenar, une enfance en Flandres, 2002 Éditions Desclée de Brouwer  (ISBN 2-220052-08-7)
- La Symphonie des chefs : entretiens avec 70 grands maestros, 2004 Éditions La Martinière  (ISBN 2-84675-110-2)
- Visages de la Philosophie, les philosophes d’expression française de notre temps, 2005
- Éditions Arléa  (ISBN 2-86959-524-7) impressions, 2008
- Éditions Timée-éditions  (ISBN 978-2-35401-068-3)
- Philosophes, de Bachelard à Derrida, 2011 Éditions Eyrolles  (ISBN 978-2-35401-068-3)  (ISBN 2-212548-35-4)
- Flandre, terre d'eau et de ciel , 2011 Éditions SUD OUEST  (ISBN 2-817701-54-2)
- Écrivains, 2013 Éditions Eyrolles  (ISBN 978-2-212-55372-7)
- Création j'écris ton nom, novembre 2015, Éditions Vents de sable  (ISBN 978-2-91325-213-4)
- Les Roumains de Paris, octobre 2017,  Éditions Michel de Maule

Il réalise aussi cent photographies pour un livre sur le graphiste Massin aux Éditions Phaïdon. 
Il est également l’auteur du portrait de Florence Aubenas diffusé dans les médias.
Le portraitiste Louis Monier n’a jamais cessé de saisir les expressions des plus grands auteurs de notre époque. En un quart de siècle, il a réalisé des portraits déjà célèbres dans le monde entier de : Samuel Beckett, Louis Aragon, André Malraux, Marguerite Yourcenar, Nina Berberova, Romain Gary, Marguerite Duras, Dino Buzzati, Michel Tournier, Robert Pinget, Louis Calaferte… Sans oublier le portrait mythique des trois Roumains : Cioran, Eliade, Ionesco.